# پتاسیم نیتریت
پتاسیم نیتریت (به انگلیسی: Potassium nitrite) با فرمول شیمیایی KNO۲ یک ترکیب شیمیایی با شناسه پاب‌کم ۵۱۶۹۱۰ است. که جرم مولی آن ۸۵٫۱۰۳۷۹ g/mol می‌باشد. شکل ظاهری این ترکیب، جامد زرد یا سفید است.